# محطة قطار بئر يعقوب

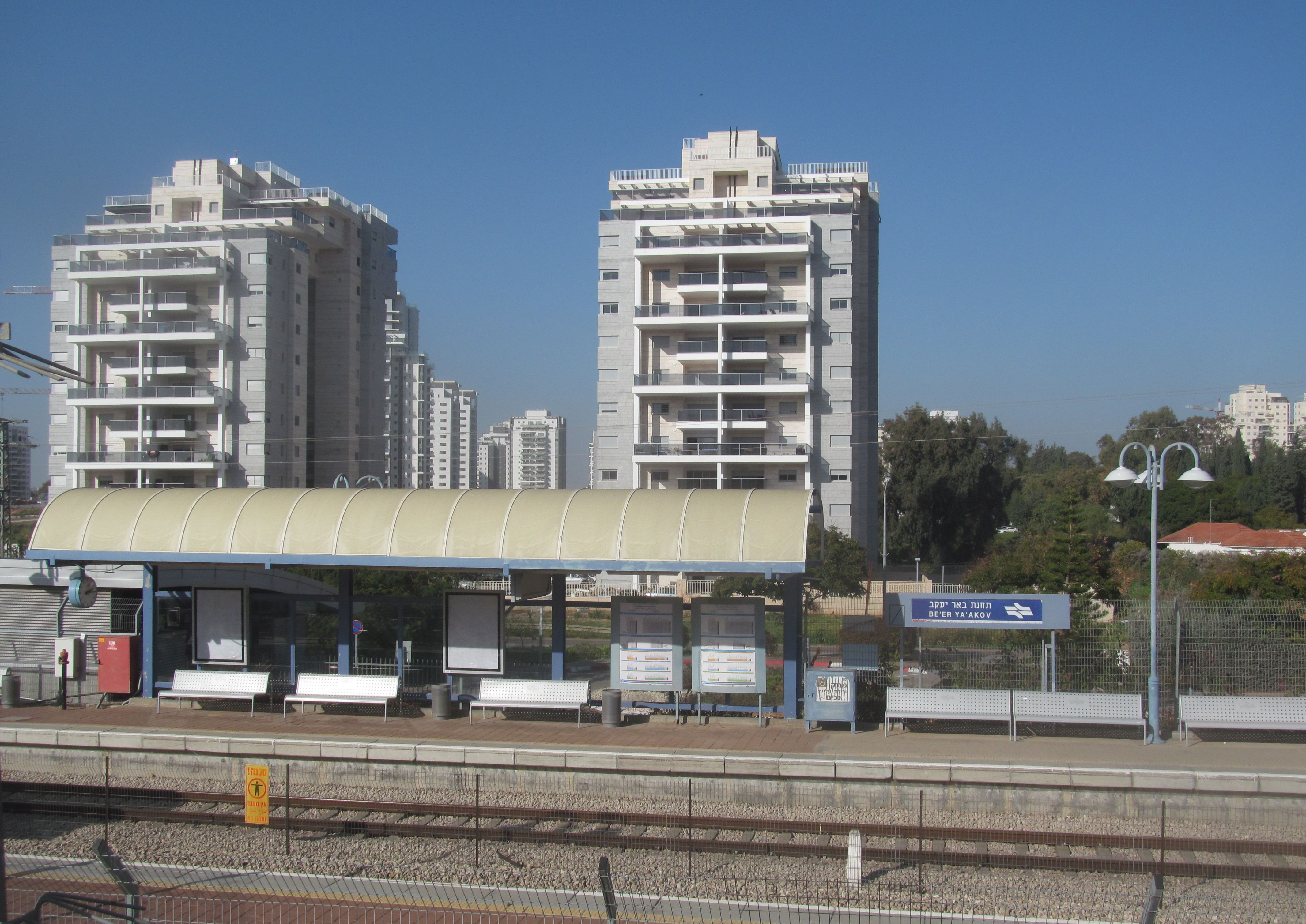
محطة قطار بئر يعقوب

محطة قطار بئر يعقوب (بالعبرية: תַּחֲנַת הַרַכֶּבֶת בְּאֵר יַעֲקֹב تَخَنَاتْ هَارَكِيڤِتْ بْئِيرْ يَعْكُوڤْ) هي محطة قطار ركاب تقع في مدينة بئر يعقوب في مركز إسرائيل. تقع المحطة على بعد 3.751 كيلومتر من بداية سكة حديد اللد – أشكلون في شبكة خطوط السكك الحديدية الإسرائيلية.

## تصميم
يمر بالمحطة سكة حديد مزدوجة، مع وجود رصيفين جانبيين. تُعتبر المحطة وسيطة، حيث يمكن السفر منها في اتجاهين، شمالًا وجنوبًا. يمكن الدخول والخروج من المحطة من كلا الجانبين عبر ممر تحت الأرض.

## خطوط
يتوقف في المحطة قطار واحد كل ساعة على خط بئر السبع – بنيامينا. وخلال ساعات الذروة، بالإضافة إلى هذا القطار، يتم تشغيل قطار آخر من رحوفوت إلى بنيامينا. كما يتم تشغيل قطارين باتجاه نتانيا ورحوفوت.